# Magnus Johansson (handbollsspelare)
Magnus Johansson, född 3 november 1986 i Skövde, är en tidigare svensk handbollsspelare. Han är vänsterhänt och spelar på högersex. 
Magnus Johansson har HP Skövde 90 som moderklubb men bytte till IFK Skövde när han var 13 år. Enligt Skövdes statistik har han gjort 155 matcher i A-laget och gjort 306 mål för laget. Han slutade spela  i IFK Skövde 2011. Han blev en stabil elitseriespelare men aldrig A-landslagsspelare. Han fortsatte efter elitkarriären i HP Skövde till 2015?
Johansson har spelat 14 matcher för U-21-landslaget och lagt 18 mål. Han var med i laget 2007 som tog guld i U21-VM. 

## Meriter
- SM-silver 2007 med IFK Skövde.
- UVM-guld 2007 med svenska U21-landslaget.